# نقد دیده‌بان حقوق بشر
سازمان بین‌المللی غیردولتی دیده‌بان حقوق بشر (HRW) مورد انتقاد شماری از ناظران قرار گرفته‌است. منتقدان دیده‌بان شامل دولت‌های ملی که این نهاد مورد تحقیق قرار داده، ان‌جی‌او مانیتور، رسانه‌ها و بنیانگذار (و رئیس سابق) آن، رابرت ال برنستاین است.
انتقادات عموماً معطوف اتهامات جهتگیری داشتن این نهاد، غالباً در پاسخ به گزارشهای انتقادی دیده‌بان حقوق بشر است. اتهامات جانبداری شامل تأثیرگیری این سازمان از سیاست دولت ایالات متحده، به ویژه در رابطه با گزارش در مورد یوگسلاوی، آمریکای لاتین و ارائه نادرست مسائل حقوق بشر در اریتره و اتیوپی است. اتهامات مربوط به درگیری اعراب و اسرائیل شامل ادعاهای جهتگیری دیده‌بان حقوق بشر علیه اسرائیل است. دیده‌بان حقوق بشر به‌طور عمومی به انتقاد از گزارشگری خود در مورد آمریکای لاتین و درگیری اعراب و اسرائیل پاسخ داده‌است.

## ادعاهای سوگیری ایدئولوژیک و انتخابی
دیده‌بان حقوق بشر متهم به سوگیری در جمع‌آوری شواهد شده‌است زیرا گفته می‌شود که «شاهدان غیرنظامی در مناطقی مانند غزه و افغانستان را معتبر می‌داند» اما «به هر کس با لباس فرم مشکوک است». بنیانگذار آن، روبرت برنستاین، این سازمان را متهم به روشهای تحقیق ضعیف و تکیه بر «شاهدهایی کرد که داستانهای آنها قابل تأیید نیست و ممکن است برای منفعت سیاسی یا به دلیل ترس از انتقامجویی حاکمان خود» شهادت دهند. در اکتبر ۲۰۰۹، برنستاین گفت که این سازمان نقطه نظر انتقادی در مورد رویدادها در خاورمیانه را از دست داده‌است: " منطقه پر از رژیم‌های خودکامه با سوابق هولناک حقوق بشر است. با این حال در سال‌های اخیر دیده بان حقوق بشر اسرائیل را به دلیل نقض قوانین بین المللی بسیار بیشتر از هر کشور دیگری در منطقه محکوم کرده‌است. " دیده‌بان در پاسخ گفت که دیده‌بان «زمان و انرژی بیشتری به اسرائیل نسبت به سایر کشورهای منطقه یا جهان اختصاص نمی‌دهد». تام پورتیس، مدیر شعبه دیده‌بان در لندن، پاسخ داد که این سازمان "استاندارد دوگانه آشکار برنستاین" را رد می‌کند. هر سازمان معتبر حقوق بشر باید استانداردهای حقوق بشر یکسانی را به همه کشورها اعمال کند. "
به گفته تایمز، دیده‌بان حقوق بشر «همیشه شفافیت، تحمل و پاسخگویی را که دیگران را به آنها اصرار می‌کند خود انجام نمی‌دهد.» تایمز دیده‌بان حقوق بشر را به عدم توازن متهم کرد و این اتهام را وارد کرد که نقض حقوق بشر در رژیم‌های خاص را نادیده می‌گیرد در حالی که سایر مناطق درگیری (به ویژه اسرائیل) را به شدت پوشش می‌دهد. اگرچه دیده‌بان حقوق بشر پنج گزارش در مورد اسرائیل در یک دوره چهارده‌ماهه منتشر کرد، اما تایمز ابتدا اعلام کرد که در بیست سال اخیر دیده‌بان حقوق بشر تنها چهار گزارش در مورد درگیری در کشمیر (با وجود ۸۰٬۰۰۰ مرگ ناشی از درگیری در کشمیر و "شکنجه و قتل فراقانونی … در مقیاس وسیع ") منتشر کرده و هیچ گزارشی از خشونت‌ها و سرکوب‌های پس از انتخابات در ایران ارائه نکرده‌است. تایمز در اصلاحیه ای منتشر شده در ۴ آوریل ۲۰۱۰ گفت که دیده‌بان حقوق بشر نه مقاله در مورد درگیری در کشمیر و یک گزارش در مورد سوءرفتارها پس از انتخابات در ایران در فوریه همان سال منتشر کرده‌است. یک منبع به تایمز گفت: "ایران آدم بدی نیست که آنها علاقه مند به برجسته کردن آن باشند. دلشان در آن [موضوع] نیست. بیایید قبول کنیم، چیزی که آنها را واقعا هیجان زده می‌کند اسرائیل است. " این روزنامه به نقل از نوآ پولک ، منتقد دیده‌بان حقوق بشر و مفسر سیاسی محافظه کار، گفت که دیده‌بان اگر اسرائیل با فلسطینی‌ها بدرفتاری کند به آن اهمیت می‌دهد اما «اگر عاملان خود عرب باشند» کمتر نگران است. یکی از مثالهای ذکر شده درگیری لبنان در سال ۲۰۰۷ در اردوگاه پناهندگان نهر البارد بود و گفته شد که دیده‌بان حقوق بشر یک بیانیه مطبوعاتی منتشر کرد اما گزارشی نداشت. در اصلاحات خود، تایمز گفت دیده‌بان حقوق بشر سه بیانیه مطبوعاتی نوشته‌است و از سوء استفاده از فلسطینی‌ها از سوی تشکیلات خودگردان فلسطین، حماس، کویت، اردن و عراق خبر داده‌است.